# وال استریت: پول هرگز نمی‌خوابد
وال استریت: پول هرگز نمی‌خوابد (به انگلیسی: Wall Street: Money Never Sleeps) فیلمی به کارگردانی الیور استون محصول سال ۲۰۱۰ آمریکا است این فیلم دنباله فیلم وال استریت است که از بازیگران اصلی آن می‌توان به مایکل داگلاس، شایا لابوف، جاش برولین، دونالد ترامپ، کری مولیگان، چارلی شین، فرانک لانگلا، ایلای والاک، سوزان ساراندون، آستین پندلتن، سیلویا میلز، ونسا فرلیتو، جیسون کلارک و تام ماردیروسیان اشاره کرد.

## خلاصه داستان
در حالی‌که اقتصاد جهانی در آستانه فاجعه‌ای بی‌سابقه قرار دارد، کارگزار جوانی از وال استریت با گوردن جکوِ کهنه‌کار اما بدنام همکار می‌شود تا مأموریت دوجانبه‌ای را به سرانجام برسانند. آن‌ها از یک سو می‌خواهند جامعه مالی را از سرنوشت شومی که در راه است مطلع سازند و از سوی دیگر به هویت کسی پی‌ببرند که مسئول مرگ پیش‌کسوتِ سابقِ کارگزار جوان بوده است.
دقت داستان در به کارگیری مفاهیم بورس و سرمایه گذاری باعث شده است که این فیلم به عنوان یکی از فیلمهای مدیریتی که دانشجویان رشته های اقتصاد و مدیریت و ام بی ای باید آن را تماشا کنند، معرفی شود.